# Промежуточный регион
Промежуточный регион — геополитическая модель, предложенная в 1970-е годы греческим историком Димитрисом Кицикисом (Dimitri Kitsikis), профессором Оттавского университета в Канаде. Согласно этой модели, континент Евразии включает в себя три крупных региона. Между Западной Европой и Дальним Востоком расположен третий регион, получивший название «Промежуточного региона», который включает в себя Восточную Европу, а также Ближний Восток и Северную Африку. Промежуточный регион представляет собой отдельную цивилизацию.

## Описание

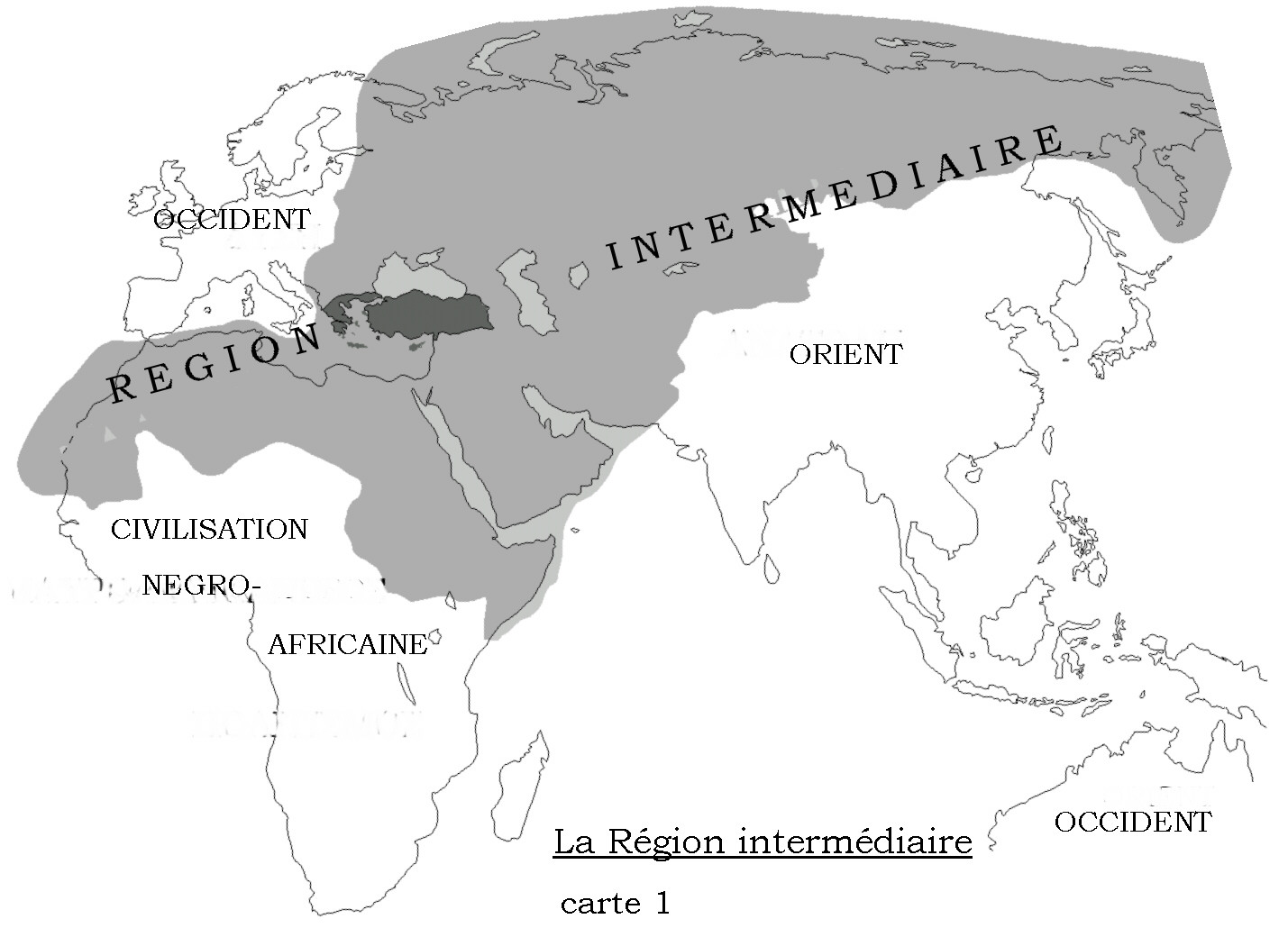
Промежуточный регион

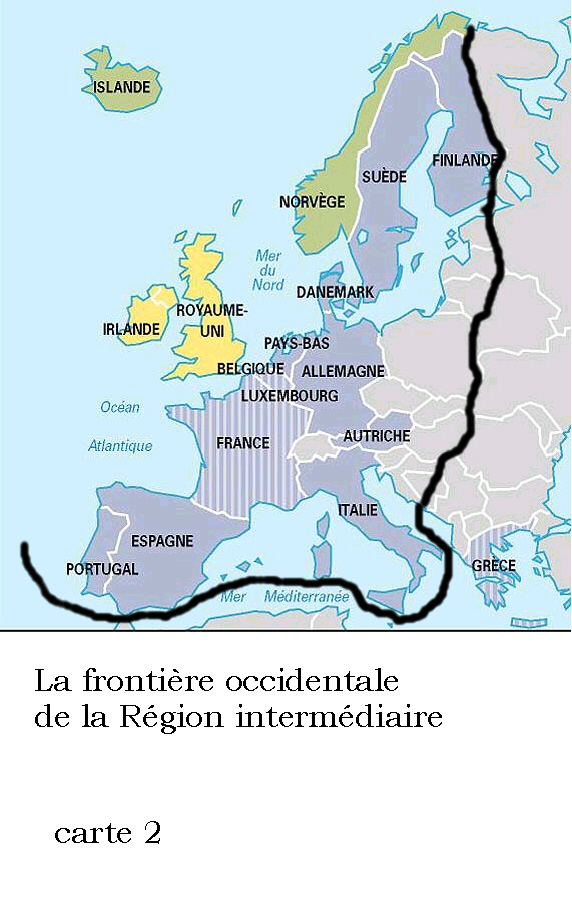
Западная граница Промежуточного региона

Обширные территории, расположенные между Адриатическим морем и рекой Инд образуют Промежуточный регион, который выполняет роль своеобразного моста между Западной и Восточной цивилизациями. Это обширное пространство простирается от восточной половины Европы до западной половины Азии. Понятие «промежуточный регион» призвано показать, что в действительности не существует ни однородной Европы, ни однородной Азии. Термины «Европа» и «Азия» обозначают лишь географические регионы, а вовсе не цивилизации. В нём и в демографическом, и в религиозном плане преобладают такие ведущие религии, как православие, суннизм и шиизм, алавизм и иудаизм. В свою очередь, на Западе преобладают католицизм и протестантизм, а на Востоке — индуизм и буддизм.
Свыше 2,5 тысяч лет промежуточный регион находился в сфере влияния так называемой экуменической империи, условный центр которой располагался между Черноморскими проливами и Эгейским морем. В более широком плане идея такой всеохватной империи владела умами великих правителей прошлого, начиная с Персидской империи Дария, затем её воплощали походы Александра Македонского, а позже эллинистическая Греция, Византийская империя и, наконец, Османская империя, просуществовавшая в суннитском варианте вплоть до 1923—1924 года, хотя изначально в османской правящей династии преобладал алавизм. Именно поэтому янычары исповедовали бекташи-алавизм. Место этой центральной империи оспаривали и пытались занять другие империи: Арабский халифат, Персия и Российская империя (вплоть до 1917 года).
Историческое содержание внутреннего конфликта центральной империи составляла борьба с периферийными империями. Каждая из них на протяжении столетий пыталась установить реальный и символический контроль над промежуточным регионом, несомненным центром которого почти 1600 лет являлся византийский Константинополь (ныне Стамбул). В VIII веке арабы, а в XX веке Россия чуть было не стали преемниками центральной империи, но не смогли взять на себя роль экуменической империи. Начиная с XVIII века, интервенции Запада обусловили внешний конфликт в регионе, поскольку здесь борьба велась не за обретение преемственности, а за уничтожение центральной империи, за её расчленение (балканизацию) и её удушение вестернизацией, а сегодня и глобализацией.
В целом, можно сделать вывод, что исторический процесс, продолжавшийся тысячелетиями на Евразийском континенте, где Европа является лишь одним из его «полуостровов», привёл к выделению трёх ключевых регионов: а) Запада, который сегодня включает Северную Америку, Австралию и Новую Зеландию, а также Западную Европу; б) Востока или Дальнего Востока, состоящего из «полуостровов» Индии, Китая, Кореи (и Японии) и в) Промежуточного региона, который расположен как на Западе, так и на Востоке.